# Žabica (Bośnia i Hercegowina)
Žabica (cyr. Жабица) – wieś w Bośni i Hercegowinie, w Republice Serbskiej, w gminie Ljubinje. W 2013 roku liczyła 11 mieszkańców.